# Kategoria e Dytë
Kategoria e Dytë är den tredje nivån (efter Kategoria Superiore och Kategoria e Parë) inom albansk fotboll för herrar. Ligan hette fram till år 2005 Kategoria e Tretë. Kategoria e Dytë är indelad i 2 grupper av 14 lag som delas in geografiskt. Vinnarna i respektive grupp blir uppflyttade direkt till Kategoria e Parë, medan tvåorna i varje grupp spelar en playoffmatch mot lagen som kom nia i Kategoria e Parë. 

## Klubbar 2019/2020

### Grupp A
| Klubb                   | Stad/Område |
| ----------------------- | ----------- |
| KF Ada Velipojë         | Velipoja    |
| KF Gramshi              | Gramsh      |
| FC Internacional Tirana | Tirana      |
| FC Kamza                | Kamëz       |
| KF Klosi                | Klos        |
| KF Luzi 2008            | Luz i Vogël |
| KF Mirdita              | Mirdita     |
| Partizani Tirana (B)    | Tirana      |
| KS Sopoti Librazhd      | Librazhd    |
| KF Spartaku Tiranë      | Tirana      |
| KF Tirana (B)           | Tirana      |
| KF Vllaznia Shkodër (B) | Shkodra     |
| FK Vora                 | Vorës       |

### Grupp B
| Klubb               | Stad/Område |
| ------------------- | ----------- |
| KF Albpetrol Patos  | Patos       |
| KF Butrinti Sarandë | Saranda     |
| KS Delvina          | Delvina     |
| KS Gramozi Ersekë   | Erseka      |
| KF Këlcyra          | Këlcyrë     |
| KF Maliqi           | Maliq       |
| KF Memaliaj         | Memaliaj    |
| KF Naftëtari        | Kuçova      |
| KF Përmeti          | Përmet      |
| KF Selenica         | Selenicë    |
| FK Skrapari         | Çorovoda    |
| FK Tepelena         | Tepelena    |
| FK Tomori Berat     | Berat       |